# Emma de Cartosio
Emma de Cartosio (1928 – 2013) là một nhà văn, nhà thơ, người kể chuyện, nhà tiểu luận và giáo viên người Argentina. Có một cuộc thi thơ mang tên Emma de Cartosio được thành lập tại tỉnh Entre Ríos năm 2015.

## Tiểu sử
Cartosio được sinh ra ở Concepción del Uruguay, tỉnh Entre Ríos. Bà tốt nghiệp Khoa Triết học và Khoa học Giáo dục của Đại học Quốc gia La Plata.
Ở Argentina, Cartosio phần lớn được công nhận cho thơ của bà. Năm 1863, bà trở thành thành viên của Học viện Cultuto de Cultura Hispánica, Madrid. Bà học thơ Tây Ban Nha đương đại và xuất bản các bài báo về chủ đề này trên một số tờ báo chính ở Argentina và Tây Ban Nha.
Từ năm 1965 – 1969, bà sống ở Paris. Bà giảng về văn học nói chung, nhưng nói riêng, thơ ca ở các nước Mỹ Latinh và trong nội địa Argentina. Là một du khách không biết mệt mỏi, Cartosio đã đến thăm Châu Âu, Châu Phi, Trung Đông và nhiều nước Mỹ Latinh, viết biên niên sử về những chuyến đi của cô cho tờ báo La Nación và những người khác. Mặc dù bà ấy chủ yếu là một nhà văn ngôn ngữ Tây Ban Nha, bà ấy cũng đã viết bằng tiếng Pháp một cuốn truyện và vì thế, bà ấy có thể được coi là một nhà văn Pháp ngữ.
Bà mất vào ngày 25 tháng 10 năm 2013 ở tuổi 91. Hài cốt của bà được hỏa táng vào ngày 30 tháng 10 năm 2013, như mong muốn của bà.

## Tác phẩm được chọn
- Madura soledad, Buenos Aires: Peuser, 1948. OCLC 948875648
- Antes de tiempo, 1950.
- Cuentos del ángel que bien guarda, 1958.
- El Arenal perdido, Buenos Aires: Edit. Losada, S.A. 1958. OCLC 492497243
- Elegías analfabetas, 1960.
- Tonticanciones para Grillito, 1962.
- La Lenta mirada, Rialp S.A. 1964. OCLC 491864689
- En La Luz de París, Buenos Aires: Hachette, 1967. OCLC 461808490
- Cuando el sol selle las bocas, 1968.
- Contes et récits de La Pampa, 1971.
- Cuentos para la niña del retrato, 1973.
- Cuentos del perdido camino, 1976.
- Automarginada, 1980.
- Allá Tiempo y hace lejos, Buenos Aires: Corregidor 1993. ISBN 9789500506595, OCLC 463781941

## Giải thưởng
- Faja de Honor de la SADE (Sociedad Argentina de Escritores), Argentina, 1948.
- Fondo Nacional de las Artes, Argentina, 1962.
- Premio Accessit Leopoldo Panero, España, 1967.
- Fondo Nacional de las Artes, Argentina, 1968.
- Pluma de Plata, Câu lạc bộ Pen Internacional de Buenos Aires, Argentina, 1980.
- La Fleur de Laure, Francia, 1980.
- Premio Dupuytren, Argentina, 1980.
- Faja de Honor de la Sade (Sociedad Argentina de Escritores), Argentina, 1993.
- Premio Khayectoria, Gente de Letras de Buenos Aires, Argentina, 2000.